# 2013年厦门公交车纵火案
2013年厦门公交车纵火案，是指2013年6月7日下午6时22分，发生在厦门BRT快1线途经金山站往南500米处发生的公交车起火事故。事故造成47人死亡、34人受伤，事故原因認定為刑事案件。

## 经过
2013年6月7日下午6时22分，快1线一辆车号为「闽D-Y7396」的公交车行驶到金山站的时候，突然发现后门起火，并且有冒烟。司机赶紧停下了车辆，并且打开了前后车门。据公交车司机叙述，车上大概八十人左右，在这个过程中有大概三、四十个人逃下了车。
起火后BRT全线停运，伤者被送往附近医院。
事故发生当日正值全国高考，伤者中有4位高考考生，其中1位出院，3位因伤势无法参加第二天的考试，10日最终确认共有8位考生遇难。
次日6点40分，发生事故的BRT快速公交已经恢复运行。

## 调查
调查认定，事故公交车荷载人数95人，实载约为90人左右。
勘查发现，起火公交车轮胎正常、油箱完整，现场发现的助燃剂经检验为汽油，而该公交车使用的是柴油发动机，由此可排除安全生产事故。经初步认定，这是一起严重刑事案件，警方已经锁定犯罪嫌疑人陈水总，并认定嫌疑人已在事故中死亡。
犯罪嫌疑人陈水总，厦门本地人，1954年生。经警方深入、细致地侦查和技术比对，并在其家中查获遗书，证实陈水总因自感生活不如意，悲观厌世，而泄愤纵火。

## 灾后

### 官方
国务委员、公安部部长郭声琨受中共中央和国务院委派，连夜率国务院工作组赶赴厦门指导处置工作。
国务院工作组会同中共福建省委、福建省人民政府调集优质医疗资源，对每名受伤人员研究制定了救治方案，全力开展救治和护理工作。同时，按“一人一组”的原则，成立了多个小组，积极开展各项善后工作。
在纵火案中受伤的7名考生，均为参加2013年高等教育职业学校招生统一考试的中等职业学校考生。通过和考生及家长商量，福建省政府决定按照考生第一天考试成绩和平时在校成绩，照顾他们到相应的省内几家高职院校就读。

### 民間
2013年6月14日晚間，第5屆海峽影視季在廈門閩南大戲院舉行頒獎典禮，為哀悼本案罹難者，主辦單位取消当屆星光大道活動。

## 遇难者名单
2013年6月11日下午，厦门市人民政府新闻办公室公布了厦门BRT公交车放火案47名遇难者名单。

## 外部連結
- 起火事故新聞專題：閩南網／東南網（页面存档备份，存于）／台海網（页面存档备份，存于）／鳳凰網（页面存档备份，存于）／新浪福建（页面存档备份，存于）／騰訊大閩網（页面存档备份，存于）／網易（页面存档备份，存于）